# Ameiurus natalis
Cá da trơn vàng (Danh pháp khoa học: Ameiurus natalis; natalis, tiếng Latin, có nghĩa là "có mông lớn") là một loài cá da trơn trong họ cá nheo Bắc Mỹ Ictaluridae, phân bố ở Bắc Mỹ trong đó tập trung tại Mỹ, phạm vi phân bố khắp miền trung và miền đông Hoa Kỳ từ trung tâm Texas, phía bắc thành Bắc Dakota, và phía đông thông qua khu vực Great Lakes đến Bờ Đông. Tại Minnesota, chúng được tìm thấy trên các phần phía đông và trung tâm của bang. Chúng được coi là một con cá câu thể thao cỡ nhỏ, chúng cũng có thể được đưa vào các dòng có độ ô nhiễm cao vì sự dễ tính cao của chúng nơi ô nhiễm. 

## Mô tả
Loài đặc biệt này là một thành viên có kích thước trung bình của họ cá da trơn. Nó thường có màu vàng-ô-liu đen trên lưng và đôi khi đốm tùy thuộc vào môi trường sống. Các bên đều nhẹ hơn và có màu vàng hơn, trong khi mặt dưới của đầu và thân có màu vàng sáng, vàng trắng, hoặc màu trắng sáng. Cạnh phía sau của vây đuôi của nó được làm tròn.
Vây hậu môn là lớn hơn nhiều so với nhiều loài cá có bất cứ nơi nào giữa 23 và 27 tia. Cá trê đầu bò vàng mặc dù ít phổ biến hơn, có thể dễ dàng phân biệt với các loài này với râu trắng của nó. Chúng hiếm khi lớn hơn 2 lb (0,91 kg) nhưng có thể lên tới 6,6 pound. Loài này thường bị nhầm lẫn trên phương tiện truyền thông xã hội và Internet. Cá da trơn vàng có kích thước 6-18 inch và sống lên đến 7 năm. 

## Tập tính ăn
Chúng là loài ăn xác thối tham ăn mà hầu như sẽ ăn bất cứ thứ gì. Nó giữ con mồi bằng cách đánh răng dưới cùng dòng với râu của nó, nụ vị giác trên râu hay không liên hệ được thực hiện với con mồi ăn được. Chúng thường ăn vào ban đêm trên một loạt các sinh vật và nguyên liệu động vật, cả hai sống và chết, phổ biến nhất bao gồm côn trùng, ốc, cá tuế, sò, tôm, thủy sinh vật nhỏ khác, và chất mục động vật.

## Hành vi
Cá da trơn vàng là những cư dân sống dưới đáy, sống trong khu vực có nền bùn, đá, cát, hoặc đất sét, môi trường sống của nó bao gồm hồ bơi sông, và hiện tại chậm chạp trên bề mặt mềm hoặc nhẹ đá trong lạch, nhỏ để các con sông lớn, và phần nông của hồ, ao, môi trường sống của chúng có thể khác nhau từ một vùng nước chậm với nước kém oxy, và ô nhiễm nặng đến một nhịp độ nước nhanh hơn hiện tại với nước sạch và rõ ràng rằng có thảm thực vật thủy sinh. Ngư dân thường tìm thấy chúng trong lạch nước chảy chậm và sông có đáy sỏi.

## Sinh sản
Chúng có một mối quan hệ một vợ một chồng với sinh sản bắt đầu vào giữa tháng hoặc đầu tháng Sáu, với cả hai giới tham gia trong xây dựng tổ, chúng thường sử dụng một hốc cây tự nhiên hoặc làm cho chiếc đĩa hình áp thấp gần bìa ngập nước, chẳng hạn như một cây rễ hoặc một bản ghi bị đắm. Các con cái sẽ nằm ở bất cứ đâu và đẻ từ 300 đến 7.000 trứng trong một khối sệt, và sau khi thụ tinh, con đực bảo vệ và liên tục tổ của trứng. Trứng nở trong vòng năm đến 10 ngày và cá con được dồn vào các cầu cá chặt chẽ do con đực bảo vệ bởi cả cha mẹ cho đến khi chúng được lâu dài khoảng hai inch. Chúng phát triển đến khoảng 3 inches khi một tuổi. Sự thành thục sinh dục đạt được từ 2 đến 3 năm, khi cá ít nhất có 140 mm chiều dài.